# Nữ phi công xinh đẹp
Nữ phi công xinh đẹp (tiếng Hàn: 부탁해요 캡틴; Romaja: Butaghaeyo Kaebtin) là một bộ phim truyền hình Hàn Quốc 2012 với sự tham gia của Ku Hye-sun. Phim phát sóng trên SBS từ ngày 4 tháng 1 đến ngày 8 tháng 3 năm 2012 vào mỗi tối thứ tư và thứ năm lúc 21:55 gồm 20 tập.

## Phân vai

### Nhân vật chính
- Ji Jin-hee vai Kim Yoon-sung[3]
- Ku Hye-sun vai Han Da-jin[4][5]
- Lee Chun-hee vai Kang Dong-soo
- Yoo Sun vai Choi Ji-won[6]
- Clara (credited as Lee Sung-min) as Hong Mi-joo

### Nhân vật phụ
- Kal So-won vai Han Da-yeon
- Im Seong-eon vai Jang Min-ah
- Joo Sung-min vai Heo Jae-soo
- Park Jae-rang vai Jo Wan-joon
- Ha Joo-hee vai Lee Joo-ri
- Kang Nam-gil vai Choi Dal-ho
- Kim Jin-geun vai giám đốc máy bay
- Sean Richard vai James
- Kim Chang-wan vai Han Gyu-pil
- Lee Hwi-hyang vai Yang Mi-hye
- Lee Saet-byul vai Cha Geum-hee
- Lee Ah-hyun vai Yang Mal-ja
- Jo Hyung-ki vai Kang Pal-bong
- Choi Il-hwa vai Hong In-tae
- Seo In-seok vai Hong Myung-jin
- Jung Gyu-woon (khách mời)
- Kwon Nara (khách mời)
- Yooyoung (khách mời)

## Rating
| Tập        | Ngày phát sóng      | TNmS Ratings | TNmS Ratings      | AGB Ratings | AGB Ratings       |
| Tập        | Ngày phát sóng      | Toàn quốc    | Vùng thủ đô Seoul | Toàn quốc   | Vùng thủ đô Seoul |
| ---------- | ------------------- | ------------ | ----------------- | ----------- | ----------------- |
| 1          | 4 tháng 1 năm 2012  | 10.0%        | 10.9%             | 9.1%        | 10.2%             |
| 2          | 5 tháng 1 năm 2012  | 10.1%        | 11.2%             | 10.5%       | 11.3%             |
| 3          | 11 tháng 1 năm 2012 | 10.7%        | 12.1%             | 9.4%        | 9.9%              |
| 4          | 12 tháng 1 năm 2012 | 10.6%        | 11.8%             | 9.8%        | 10.6%             |
| 5          | 18 tháng 1 năm 2012 | 9.9%         | 11.4%             | 9.6%        | 10.2%             |
| 6          | 19 tháng 1 năm 2012 | 10.3%        | 10.8%             | 9.4%        | 9.2%              |
| 7          | 25 tháng 1 năm 2012 | 8.2%         | 9.5%              | 7.1%        | 8.7%              |
| 8          | 26 tháng 1 năm 2012 | 9.1%         | 9.9%              | 8.5%        | 9.5%              |
| 9          | 1 tháng 2 năm 2012  | 7.1%         | 8.2%              | 7.8%        | 8.2%              |
| 10         | 2 tháng 2 năm 2012  | 7.7%         | 9.9%              | 7.5%        | 8.1%              |
| 11         | 8 tháng 2 năm 2012  | 8.8%         | 10.0%             | 7.3%        | 8.0%              |
| 12         | 9 tháng 2 năm 2012  | 7.6%         | 9.1%              | 6.5%        | 7.3%              |
| 13         | 15 tháng 2 năm 2012 | 7.5%         | 9.9%              | 6.3%        | 7.1%              |
| 14         | 16 tháng 2 năm 2012 | 8.4%         | 9.4%              | 6.5%        | 7.5%              |
| 15         | 22 tháng 2 năm 2012 | 7.1%         | 7.6%              | 5.6%        | 6.1%              |
| 16         | 23 tháng 2 năm 2012 | 6.3%         | 6.6%              | 5.8%        | 6.1%              |
| 17         | 1 tháng 3 năm 2012  | 6.2%         | 7.2%              | 5.0%        | 6.0%              |
| 18         | 7 tháng 3 năm 2012  | 8.6%         | 10.5%             | 7.2%        | 7.9%              |
| 19         | 8 tháng 3 năm 2012  | 13.2%        | 13.9%             | 11.1%       | 11.3%             |
| 20         | 8 tháng 3 năm 2012  | 11.0%        | 11.8%             | 8.5%        | 8.9%              |
| Trung bình | Trung bình          | 8.9%         | 10.1%             | 7.9%        | 8.6%              |